# 尼古劳斯·希施尔
尼古劳斯·希施尔（德語：Nikolaus Hirschl，1906年3月20日—1991年10月10日），奥地利男子摔跤运动员。他曾代表奥地利参加1932年夏季奥林匹克运动会摔跤比赛，获得男子古典式重量级和男子自由式重量级铜牌。